# Bonlanden (Wüstung)
Bonlanden ist eine Wüstung im Grenzbereich der Ortschaften Weissach, Heimerdingen, Flacht und Rutesheim in Baden-Württemberg.

## Lage und Geschichte
Der Ort lag im Tal südöstlich von Weissach nahe der Quelle des Schlupfbachs. Er entstand zwischen 650 und 750 als fränkische Ausbausiedlung. Urkunden aus den Jahren 1156 und 1177 nennen eine Grangie in Bonlanden als Besitz des Klosters Maulbronn. 1254 erscheint Bonlanden als villa (Dorf) bei Weissach. 1446 kaufte das Kloster Maulbronn 39 ¾ Morgen Wald „in der Mark zu Bonlanden“. Weitere urkundliche Erwähnungen sind 1450 und 1461 nachweisbar. Wann die Siedlung wüst fiel, ist unklar. Sie besaß noch Mitte des 15. Jahrhunderts eine eigene Markung und verschwand vermutlich im 16. Jahrhundert.